# Heterostegane maxima
Heterostegane maxima är en fjärilsart som beskrevs av Claude Herbulot 1957. Heterostegane maxima ingår i släktet Heterostegane och familjen mätare. Inga underarter finns listade i Catalogue of Life.